# Induktivní logické programování
Induktivní logické programování (také pod zkratkou ILP – Inductive logic programming) je podoborem oboru strojového učení, v rámci kterého zahrnuje techniky strojového učení spadající pod širší kategorii konceptního učení[zdroj⁠?!] (concept learning). Cílem konceptního učení je naučení nějakého konceptu, jenž definuje třídu objektů, příkladů, nebo individuí tak, že na základě jistých tréninkových příkladů a znalostní báze (background knowledge) bude vygenerována hypotéza, která by mohla být dobrou aproximací originálního konceptu. Ukazuje se, že jazyk pozůstávající z logických programů poskytuje dostatečnou expresivnost pro řešení mnohých učících problémů s relacemi. Systémy, které dokáží indukovat hypotézu ve formě logického programu proto nazýváme systémy induktivního logického programovaní (ILP systémy – Inductive Logic Programming systems).
ILP rozšiřuje možnosti tradičnějších metod, kde jsou příklady i hypotézy popsány hodnotami atributů (attribute-value, neboli AV), o expresivnost prvořádové logiky. ILP metody mohou tedy využívat vztahy mezi vlastnostmi charakterizujícími příklady a mezi samotnýma příklady, a vyjádřit jich ve formě prvořádových predikátů s proměnnými.
Kombinace strojového učení a logického programování rozvíjí běžné induktivní strojové učení o nástroje a techniky k indukci hypotézy z pozorování (příkladů) a syntetizaci znalostí ze zkušenosti. Užívání výpočtové logiky jako reprezentačního mechanizmu pro hypotézy a pozorování napomáhá ILP překonat dvě hlavní omezení klasických technik strojového učení (jakým je např. Top-Down-Induction-of-Decision-Tree, TDIDT):
1. používání omezeného formalizmu znalostní reprezentace (výrokové logiky) – mnohé sféry expertizy mohou být vyjádřeny jenom v prvořádové logice nebo jej odrodě, výroková logika je pro ně nedostateční (což je zjevné např. v syntéze logického programu z příkladů).
2. potíže v používání podstatné znalostní báze v učícím procesu.[2]

Navíc ILP rozšiřuje teorii a praxi výpočtové logiky větším využíváním indukce jako způsobu inference. Zatímco současná výpočtová logika popisuje deduktivní inferenci z logických formulí poskytnutých uživatelem, ILP popisuje induktivní inferenci logického programu na základě příkladů a znalostní báze.

## Formální definice
Specifikace problému:
Nechť je daná množina Hornových klauzulí {\displaystyle B} (znalostní báze, teorie), množina pozitivních příkladů {\displaystyle EX}+ a množina negativních příkladů {\displaystyle EX}−. Potom najdi hypotézu {\displaystyle H} takovou, že
1. pro všechny {\displaystyle ex} ∈ {\displaystyle EX}+, {\displaystyle H} {\displaystyle \wedge } {\displaystyle B} ⊢ {\displaystyle ex} (ze znalostní báze a hypotézy lze dokázat všechny pozitivní příklady)
2. pro všechny {\displaystyle ex} ∈ {\displaystyle EX}−, {\displaystyle H} {\displaystyle \wedge } {\displaystyle B} ⊬ {\displaystyle ex} (ze znalostní báze a hypotézy nelze dokázat žádný negativní příklad)
3. {\displaystyle H} {\displaystyle \wedge } {\displaystyle B} ⊬ ⟡ (hypotéza {\displaystyle H} je konzistentní se znalostní bází {\displaystyle B})[3]

Cílové koncepty v ILP jsou reprezentovány vo formě prvořádových predikátů {\displaystyle p}i({\displaystyle X}1,..,{\displaystyle X}n) jisté arity {\displaystyle n}. Hypotézy generované učícím algoritmem jsou definicemi pro každý z cílových predikátů {\displaystyle p}i, ve formě množiny logických klauzulí (pravidel) {\displaystyle p}i({\displaystyle X}1,..,{\displaystyle X}n)←{\displaystyle L}1,...,{\displaystyle L}n, kde {\displaystyle L}1,..,{\displaystyle L} sú literály.
Existence znalostní báze jako jistého souboru předešlých znalostí není nutná, avšak pro závažnější problémy žádoucí, jelikož eventuálně slouží k lepší a přirozenější vyjadřovací schopnosti při generalizaci příkladů. Nebo jinak, znalostní báze determinuje vyhledávací prostor popisů konceptů, jenž nazýváme prostor hypotéz (hypothesis space).
Na základě tohoto můžeme přeformulovat naši definici slovně takhle: 
Nechť je dána množina tréninkových příkladů {\displaystyle EX} a znalostní báze {\displaystyle B}, najdi hypotézu {\displaystyle H}, vyjádřenu v nějakém jazyce pro popis konceptů {\displaystyle L} tak, že {\displaystyle H} je úplná a konzistentní vzhledem ke znalostní báze {\displaystyle B} a příkladům {\displaystyle EX}.
Definice: Hypotézu {\displaystyle H} nazýváme úplnou vzhledem k množině tréninkových příkladů {\displaystyle EX} a znalostní bázi {\displaystyle B}, jestli z hypotézy a znalostní báze může být odvozen každý pozitivní příklad v tréninkové množině ({\displaystyle B} ∪{\displaystyle H} ⊢ {\displaystyle e}, pro všechna {\displaystyle e}∈{\displaystyle EX}+)
Definice: Hypotézu {\displaystyle H} nazýváme konzistentní, jestli žádný negativní příklad nemůže být z hypotézy a znalostní bázi odvozen ({\displaystyle B} ∪{\displaystyle H} ⊬ {\displaystyle e}, pro všechna {\displaystyle e}∈{\displaystyle EX}−).
V principu se tedy jedná o žádoucí podmínky, které jsou již zahrnuty v definice výše, nicméně tyhle podmínky se ukáží jako svazující v praktických situacích s nedokonalými informacemi (např. chybějící hodnoty, chyby v tréninkových příkladech a znalostní bázi – tzv. hluk nebo noise, nedostateční množství příkladů ...). Navíc mohou tyhle podmínky pomoci k produkci přílišně složitých hypotéz, které způsobují tzv. přeučení tréninkových příkladů (v anglické literatuře označováno jako overfitting).
Zvolený jazyk je také jedním z mechanizmů, které mohou omezit vyhledávaní hypotéz, tedy určují prostor hypotéz samotný. Když zvolíme silnější jazyk (tedy méně expresivní jazyk kandidátních hypotéz), vyhledávací prostor se zmenší a učení se stane efektivnější; avšak tahle metoda stejně zamezí, aby systém nalezl komplexnější řešení, které není obsaženo v méně expresivním jazyce. Tato dilema mezi expresivností a komplexitou tvoří velkou část současného výzkumu v oboru induktivního učení.:
Příkladem jazykových omezení na typ klauzulí v predikátových definicích jsou Hornovy klauzule, klauzule bez funkčních symbolů (teda v predikátech v klauzulových literálech se nenacházejí žádné složitější termy, jenom proměnné a konstanty), nerekurzivní predikáty (cílový predikát se nesmí objevit v tele klauzule).

## Příklad
Výše popsané koncepty lze ilustrovat na jednoduchém příkladu, v němž se snažíme definovat cílový koncept dcera vyjádřen pomocí predikátu dcera(X,Y) (X je dcera Y). V tabulce 1 jsou tréninkové příklady {\displaystyle EX} (kde znamínkem + jsou označeny pozitivní příklady a znaménkem minus negativní příklady)a znalostní báze {\displaystyle B}.
Tabulka 1 :
| Tréninkové příklady | Znalostní báze     |             |
| ------------------- | ------------------ | ----------- |
| dcera(marie,anna) + | rodič(anna, marie) | žena(anna)  |
| dcera(eva,tomáš) +  | rodič(anna, tomáš) | žena(marie) |
| dcera(tomáš,anna) − | rodič(tomáš,eva)   | žena(eva)   |
| dcera(eva,anna) −   | rodič(tomáš, jan)  |             |

ILP algoritmus je schopný vygenerovat následující hypotézu predikátu dcera(X,Y) (předpokládáme jazyk {\displaystyle L} Hornových klauzulí:
```
       
dcera(X,Y) 
←
 žena(X), rodič(Y,X).
```

Tohle možno vyslovit v programovacím jazyku Prolog ve formě pravidla dcera(X,Y):− žena(X), rodič(Y,X)., v přirozeném jazyce: „Když X je žena a Y je rodič X, pak X je dcera Y.“.

## Typologie ILP systémů
Existují různé pohledy na klasifikaci ILP systémů :
 :
na základě několika kritérií:
- podle toho, zdali akceptují jediný cílový koncept nebo několik.
- podle toho, zdali berou všechny tréninkové příklady najednou a následně tvoří hypotézu (tzv. batch learners) nebo berou příklady postupně (tzv. incremental learners)
- podle toho, zdali se dotazují uživatele na správnost dosud naučené hypotézy v různých momentech procesu, a žádají od uživatele, aby klasifikoval nové příklady vygenerované systémem jako pozitivní nebo negativní (interaktivní), nebo tohle nedělají (neinteraktivní)
- podle toho, zdali se učí koncept od základu, nebo na začátku přijmou částečnou definici cílového predikátu, kterou postupně vylepšují učením

Na základě tyhle rozdělení je možné udělat nejdůležitější rozlišení, a to mezi empirickými ILP systémy a interaktivními ILP systémy.

### Empirické ILP systémy
Abychom výše zmíněnou definici učení spravili funkčnější, je vhodné využít sémantického pojmu pokrytí. Říkáme, že {\displaystyle e} je pokryto hypotézou {\displaystyle H} při dané znalostní bázi {\displaystyle B}, když {\displaystyle e} je logickým důsledkem {\displaystyle B} ∪{\displaystyle H}, teda {\displaystyle B} ∪{\displaystyle H} ⊨ {\displaystyle e}.
Definice: Mějme {\displaystyle B} znalostní bázi, {\displaystyle H} hypotézy a množinu příkladů {\displaystyle EX}, funkce {\displaystyle covers} je definována následovně: {\displaystyle covers} ({\displaystyle B} ,{\displaystyle H}, {\displaystyle e}) = {\displaystyle true}, když {\displaystyle B} ∪ {\displaystyle H} ⊨ {\displaystyle e}.
Rozšířením funkce na množiny příkladů dostaneme {\displaystyle covers}({\displaystyle B},{\displaystyle H},{\displaystyle EX}) = { {\displaystyle e} ∈ {\displaystyle EX} | {\displaystyle B} ∪ {\displaystyle H} ⊨ {\displaystyle e} }.
Tahle definice pokrytí je ovšem intenzionální, jelikož znalostní báze {\displaystyle B} je intenzionální obsahující i základní fakty (pozitivní a negativní příklady) i „nezákladní“ klauzule (v znalostní bázi). Na druhé straně, extenzionální pojem pokrytí v sobě zahrnuje extenzionální znalostní bázi, která sestává jenom ze základních faktů. Většina empirických ILP systémů využívá právě tohohle pojmu. V tomhle případe, jestli {\displaystyle B} obsahuje intenzionální predikátové definice, extenzionální ILP systém musí transformovat {\displaystyle B} do základního modelu {\displaystyle M} bázové teorie {\displaystyle B} (teda do modelu, jenž obsahuje všechny pravdivé základní fakty odvozené z {\displaystyle B}).
Následně můžeme definovat pojem extenzionální pokrytí.
Definice: Hypotéza {\displaystyle H} extenzionálně pokrývá příklad {\displaystyle e} vzhledem ku základnímu modelu {\displaystyle M}, když existuje klauzule {\displaystyle c} ∈ {\displaystyle H}, {\displaystyle c} = {\displaystyle T} ← {\displaystyle Q}, a substituce θ taková, že {\displaystyle T}θ={\displaystyle e} a {\displaystyle Q}θ = {{\displaystyle L}1,...,{\displaystyle L}m}θ ⊆ {\displaystyle M}. Tohle pokrytí pak značíme {\displaystyle covers}ext({\displaystyle M}, {\displaystyle H}, {\displaystyle e}).
Úloha empirického ILP systému v sobě zahrnuje některé odlišnosti, hlavně typickou orientaci na jediný cílový koncept v prostředí velkého souboru převážně zašuměných (noisy) příkladů, využívaní tréninkových příkladů najednou (batch learner), neinteraktivní charakter, a učení od základů.
Mohli bychom ji popsat následovně:
Dána je množina tréninkových příkladů {\displaystyle EX} pozůstávající z pravdivých {\displaystyle EX}+ a nepravdivých {\displaystyle EX}− základních faktů o neznámém predikátu {\displaystyle p}. Jazyk {\displaystyle L} specifikuje syntaktické restrikce definice predikátu {\displaystyle p}. Dána je znalostní báze {\displaystyle B}, definující predikáty {\displaystyle q}i (odlišné od {\displaystyle p}), které mohou být použity v definici {\displaystyle p} a poskytující dodateční informace o argumentech příkladů predikátu {\displaystyle p}.
Nájdi definici {\displaystyle H} pre {\displaystyle p}, vyjádřitelní v {\displaystyle L} takovou, že {\displaystyle H} je úplní a konzistentní vzhledem ku {\displaystyle EX} a {\displaystyle B}. :
Systémy, které bychom mohli zařadit mezi empirické ILP, jsou např. FOIL, Golem, Progol.

### Interaktivní ILP systémy
Interaktivní ILP jsou naproti empirickým převážně orientovány na učení mnohých cílových predikátů z menšího množství příkladů, typicky inkrementálně. Jejich úkol bychom mohli popsat takhle:
Daná je množina tréninkových příkladů {\displaystyle EX} o vícerých predikátech, znalostní báze {\displaystyle B} s predikátovými definicemi, které považujeme za platné a současná hypotéza {\displaystyle H} pokud možno neplatná. Navíc zde existuje nějaké orákulum, které je schopné rozhodnout o náležitosti dotazů o příkladech {\displaystyle e} do pozitivní a negativní třídy příkladů.
Najdi novou hypotézu {\displaystyle H}mod, získanou odvoláváním a potvrzováním jednotlivých klauzulí z {\displaystyle H} tak, aby {\displaystyle H}mod byla úplná a konzistentní vzhledem ku příkladům {\displaystyle EX} ∪ {{\displaystyle e}} a znalostní bázi {\displaystyle B}. :
V tomhle procese sehrává důležitou úloha možná změna hypotézy jazyka {\displaystyle L} v procese učení. Tahle změna může vést ku tvorbě nových predikátů, stejně tak i silnějších hypotéz jazyka.
Mezi tyhle systémy bychom mohli zařadit MIS sestavený Ehudem Shapirem, MARVIN, CLINT, nebo Cigol.

## Techniky ILP
Na konceptní učení je možno nahlížet jako na vyhledávací problém, kde cílem je najít stavy v prostoru hypotéz, které uspokojují nějaké kvalitativní kritéria. Pro umožnění hledání je nutné strukturovat prostor hypotéz, což je možné prostřednictvím speciálního svazu θ-zahrnutí. Díky tomu zavedeme do struktury částečné uspořádaní. Nejprve je nutné definovat funkci substituce.
Definice: Substituce θ = {{\displaystyle X}1/{\displaystyle t}1,...,{\displaystyle X}k/{\displaystyle t}k} je funkce z proměnných do termů. Aplikací substituce θ na dobře vytvořenou formuli {\displaystyle W} se získá {\displaystyle W}θ, kde jsou všechny výskyty každé proměnné {\displaystyle X}j ve {\displaystyle W} nahrazeny stejným termem {\displaystyle t}j.
Definice: Klauzule {\displaystyle c} = {\displaystyle T}←{\displaystyle Q} (kde {\displaystyle T} je atom {\displaystyle p}({\displaystyle X}1,...,{\displaystyle X}n) a {\displaystyle Q} je konjunkce literálů {\displaystyle L}1,...,{\displaystyle L}m) θ-zahrnuje klauzuli {\displaystyle c}', když existuje substituce θ={{\displaystyle X}1/{\displaystyle t}1,...,{\displaystyle X}k/{\displaystyle t}k} z proměnných {\displaystyle X}i v {\displaystyle c} do termů {\displaystyle t}i tak, že klauzule {\displaystyle c} se substitucí θ je podmnožina klauzule {\displaystyle c}' ({\displaystyle c}θ⊆{\displaystyle c}')
Příklad
Nechť máme klauzuli {\displaystyle c=D(X,Y)\implies R(Y,X)}, kde {\displaystyle D(X,Y)} představuje vztah „X je dcera Y“ a {\displaystyle R(Y,X)} zase vztah „Y je rodič X“.
Nechť termy m = Marie, a = Anna, t = Tomáš.
Substitucí {\displaystyle \theta =\{X/m,Y/a\}} získáme klauzuli {\displaystyle c\theta =D(m,a)\implies R(a,m)}.
Notace {\displaystyle D(X,Y)\implies R(Y,X)} může být vyjádřena i ve formě
{\displaystyle \{D(X,Y);\neg R(Y,X)\}}, kde středník mezi atomy znamená disjunkci.

Klauzule {\displaystyle c} pak θ-zahrnuje klauzuli {\displaystyle c'=D(X,X)\implies Z(X),R(X,X)}, kde atom {\displaystyle Z(X)} možno interpretovat jako „X je žena“, pod substitucí {\displaystyle \theta =\{Y/X\}}.
Klauzule {\displaystyle c} také θ-zahrnuje klauzuli {\displaystyle D(m,a)\implies Z(m),R(a,m),R(a,t)} pod substitucí {\displaystyle \theta =\{X/m,Y/a\}}, protože {\displaystyle (D(m,a);\neg R(a,m))\subseteq (D(m,a);\neg R(a,m);\neg R(a,t))}
θ-zahrnutí zavádí syntaktický pojem obecnosti. Klauzule {\displaystyle c} je alespoň tak obecná jak klauzule {\displaystyle c'} ({\displaystyle c\leq c'}), když {\displaystyle c} θ-zahrnuje {\displaystyle c'}. Klauzule {\displaystyle c} je obecnější jako klauzule {\displaystyle c'} ({\displaystyle c<c'}), když platí {\displaystyle c\leq c'} a neplatí {\displaystyle c'\leq c}. V tomto případě říkáme, že {\displaystyle c'} je specializací (zjemněním) {\displaystyle c} a {\displaystyle c} je generalizací {\displaystyle c'}.
Takhle definováno θ-zahrnutí, které zavádí svaz ({\displaystyle \leq }) na množině redukovaných klauzulí (což znamená, že každé dvě klauzule mají nejmenší horní mez (nhm) a největší dolní mez (ndm)), zároveň poskytuje dostateční základnu pro dvě ILP techniky:
- zdola-nahoru (bottom-up) budování nejmenších obecných generalizací z tréninkových příkladů
- shora-dolu (top-down) hledání zjemňujících grafů

### Bottom-up generalizační techniky
Používají se hlavně u interaktivních (inkrementálních) ILP systémů. Začínají od nejvíce specifikované klauzule, která pokrývá daný příklad, a poté zobecňují tuhle klauzuli, až kým nemůže být více zobecněná bez pokrytí negativních příkladů. Využívají dvě základní generalizační (syntaktické) operace:
- užívání inverzní substituce na klauzule (teda substituce, která mapuje termy do proměnných)
- odstraňování literálu z těla klauzule

Při tyhle technikách se využívá ještě pojmu nejmenší obecní zobecnění (z ang. least general generalization, lgg), která pomáhá minimalizovat riziko z přijetí negativních příkladů. Pojem lgg vychází ze svazového uspořádání, které bylo zavedené prostřednictvím θ-zahrnutí.
Definice: Nejmenší obecní zobecnění (lgg) dvou redukovaných klauzulí {\displaystyle c} a {\displaystyle c'} je nejmenší horní mez {\displaystyle c} a {\displaystyle c'} v θ-zahrnujícím svaze, a označuje se {\displaystyle lgg(c,c')}.
Tohle je ovšem jenom základní definice, lgg je jinak definováno rekurzivně pro termy, predikáty, literály a klauzule.

### Top-down specializační techniky
Tyto techniky jsou využívány empirickými ILP systémy, protože hledání shora-dolů se lépe přizpůsobuje heuristice omezování velkého vyhledávacího prostoru. Využívají specializační operátor, jinak nazýván i zjemňující operátor, jenž je založený na θ-zahrnutí.
Definice: Pro daný jazyk {\displaystyle L}, zjemňující operátor ρ mapuje klauzuli {\displaystyle c} do množiny klauzulí {\displaystyle \rho (c)}, které jsou specializací (zjemněním) klauzule {\displaystyle c} :
{\displaystyle \rho (c)=\{c'|c'\in L,c<c'\}}
Tento operátor využívá dvě základní specializační (syntaktické) techniky:
- užívání substituce na klauzule (tedy změna nějakých proměnných na termy)
- přidávání literálů do těla klauzule.

Algoritmus využíván při této technice iterativně přidává nové klauzule {\displaystyle c_{i}} k finální hypotéze {\displaystyle H}, aby pokrývala stále větší množinu příkladů, a eliminuje předtím přidány klauzule, které nakonec pokrývají i negativní příklady, až kým je hypotéze úplní a konzistentní. Přitom využívá orientovaný acyklický graf (v tomhle případe nazýván zjemňující/specializační graf), v kterém uzly představují programové klauzule a hrany korespondují se základními zjemňujícími operacemi (substituce a přidávání literálů). Tenhle graf pak funguje ku vyhledávání od nejobecnější klauzule (prázdný klauzule ({\displaystyle c_{i}=T\leftarrow }) ku více specifické klauzuli ({\displaystyle c'_{i}=T\leftarrow L_{1},...,L_{m}}) pokrývající podmnožinu pozitivních příkladů {\displaystyle EX}+.